# 周岱 (嘉靖乙未進士)
周岱（1498年—？），字汝鎮，湖廣黃州府麻城縣人，民籍，明朝政治人物。

## 生平
嘉靖元年（1522年）壬午科湖廣鄉試第七十七名舉人。嘉靖十四年（1535年）中式乙未科會試第二百九十七名，登第三甲第二百一十八名進士。官至户部主事。

## 家族
曾祖周鑑，曾任雲南按察司副使；祖父周泗；父周廷儀，母朱氏；生母彭氏。慈侍下。兄周傳，知县；弟周俜。